# Luis Porcar
Luis Porcar Atienza (Valencia, 20 de junio de 1943) es un actor de doblaje español conocido por su voz grave. Entre otros, ha doblado las voces de actores como Hugh Laurie en House M. D., de Chuck Norris en Walker, Texas Ranger y de George Clooney en Urgencias.

## Biografía
Luis Porcar Atienza lleva doblando más de 40 años a numerosos actores reconocidos internacionalmente. Ingresó en doblaje, en Madrid, a principios de los años 70, siendo contratado en el estudio de doblaje "Sincronía" -ya desaparecido-. Su primer papel importante en doblaje fue doblando a O. J. Simpson en "El coloso en llamas", en el año 1974. Hoy en día, su doblaje más conocido es en la serie de televisión House M. D., a la que ponía la voz del protagonista Gregory House.
En los años 64/67, participó como actor protagonista en el TEU de Valencia bajo la dirección de Antonio Díaz Zamora. Una gran interpretación en la obra "La Ventanilla" de Jean Tardieu junto a F.J.Alberola en el Cine Club Universitario de Valencia.
También participó en el videojuego Dante's Inferno, donde prestó su voz al poeta Virgilio, guía de Dante a lo largo de su trayectoria por el infierno. Gracias a su gran nivel interpretativo y por tener voz de galán, ha brillado en multitud de películas para cine, en las que podría destacarse: Peter Falk en "Un cadáver a los postres"; Michael Douglas en "The Game"; George Clooney en "O Brother, Where Art Thou?"; Ed Harris en "Adiós Pequena, Adiós"; John Malkovich en "Dangerous Liaisons"; Marcello Mastroianni en "La dolce vita", y un largo etcétera. Además. ha prestado su voz en multitud de campañas de publicidad, vídeos corporativos, informativos y en documentales.
En 2019, recibió un "Premio Irene" en reconocimiento a su larga trayectoria en doblaje y los grandes trabajos realizados.

## Información
Entre los personajes citados al principio, también ha doblado a George Clooney, Michael Douglas, Dolph Lundgren, Marcello Mastroianni, Billy Bob Thornton, Charles Dance, Alan Alda, Peter Weller, Peter Falk, Bill Murray, Ed Harris, John Malkovich, Michael York, Ben Cross, William Hurt, George Hamilton, Kevin Kline, Sam Neill, David Niven, Ryan O'Neal, Tony Curtis, Timothy Dalton, Bill Pullman, Don Johnson, Jeremy Irons o Richard Dean Anderson. Aparte de ser la voz habitual de Hugh Laurie, es también la de Chuck Norris, entre otros.

## Número de doblajes de actores más conocidos
- Voz habitual de Hugh Laurie (en 17 películas).
- Voz habitual de George Clooney (en 14 películas).
- Voz habitual de Richard Chamberlain (en 13 películas).
- Voz habitual de Bill Pullman (en 11 películas).
- Voz habitual de Chuck Norris (en 10 películas).
- Voz habitual de John Malkovich (en 8 películas).

## Filmografía (Doblaje)
Voz de George Clooney en:
- Urgencias (1ª Temporada) (1994) - Dr. Doug Ross
- Urgencias (2ª Temporada) (1995) - Dr. Doug Ross
- Un día inolvidable (1996) - Jack Taylor
- Urgencias (3ª Temporada) (1996) - Dr. Doug Ross
- Batman y Robin (1997) - Batman/Bruce Wayne
- Urgencias (4ª Temporada) (1997) - Dr. Doug Ross
- Urgencias (5ª Temporada) (1998) - Dr. Doug Ross
- Urgencias (6ª Temporada) (1999) - Dr. Doug Ross
- Sin retorno (2000) - Coronel Jack Grady
- O Brother! (2000) - Ulysses Everett McGill
- Urgencias (15.ª temporada, capítulo 19) (2008) - Dr. Doug Ross
- Up in the Air (2009) - Ryan Bringhman

Voz de Hugh Laurie en:
- House (1ª Temporada) (2004) - Dr. Gregory House
- House (2ª Temporada) (2005) - Dr. Gregory House
- House (3ª Temporada) (2006) - Dr. Gregory House
- House (4ª Temporada) (2007) - Dr. Gregory House
- House (5ª Temporada) (2008) - Dr. Gregory House
- Padre de familia (8ª Temporada, capítulo 9) (2009) - Dr. Gregory House
- House (6ª Temporada) (2009) - Dr. Gregory House
- House (7ª Temporada) (2010) - Dr. Gregory House
- Hop (2011) - Padre de Hop
- La hija de mi mejor amigo (2011) - David Walling
- House (8ª Temporada) (2011) - Dr. Gregory House
- House: Especial fin de serie (2012) - Él mismo
- Mr. Pip (2012) - Thomas Watts
- Tomorrowland: El mundo del mañana (2015) - Gobernador David Nix
- El infiltrado (2016) - Richard Onslow

Voz de John Malkovich en:
- Las amistades peligrosas (1988) - Vizconde de Valmont
- El cielo protector (1990) - Port Moresby
- Ajuste de cuentas (2001) - Teddy Deserve
- Guía del autoestopista galáctico (2005) - Humma Kavula
- Desgracia (2008) - David Lurie
- Jonah Hex (2010) - Quentin Turnbull
- Secretariat (2010) - Lucien Laurin
- Cut Bank (2015) - Sheriff Vogel
- Sword art online- heathcliff